# Frea brevicornis
Frea brevicornis là một loài bọ cánh cứng trong họ Cerambycidae.